# Дирекция кино
Дирекция кино — российская кинокомпания, которая специализируется на производстве кинофильмов и телевизионных сериалов для широкой аудитории. Основана 12 августа 2005 года Анатолием Максимовым и Джаником Файзиевым после их ухода из штата «Первого канала», где они возглавляли Дирекцию кинопоказа и кинопроизводства.
Совладельцы компании — Дмитрий Егоров (75 %) и её первый руководитель Сергей Абасов (25 %), генеральный директор (с 28 апреля 2007) — Анатолий Максимов, основной партнёр компании — «Первый канал». До 2010 года Джаник Файзиев был заместителем генерального директора «Дирекции кино» и вместе с Максимовым продюсировал проекты студии.
«Дирекция кино» входит в число студий-лидеров, получающих возвратное и безвозвратное финансирование от Фонда кино, поскольку выпускаемые кинокомпанией фильмы зачастую становятся лидерами проката, как, например, «Ирония судьбы. Продолжение», «Высоцкий. Спасибо, что живой» и «Викинг». По состоянию на 2015 год выручка студии составила 134,8 млн рублей, чистый убыток — 30 млн рублей.

## Кинофильмы
| Фильм                        | Дата выхода в прокат | Прокатчик            | Сборы в России и СНГ | Дата премьеры на ТВ | Телеканал | Рейтинг/ доля |
| ---------------------------- | -------------------- | -------------------- | -------------------- | ------------------- | --------- | ------------- |
| Ирония судьбы. Продолжение   | 21 декабря 2007      | «20 век Фокс СНГ»    | 1222 млн руб.        | 1 января 2010       | Первый    | 14.3/ 36.0    |
| Адмиралъ                     | 9 октября 2008       | «20 век Фокс СНГ»    | 876 млн руб.         | 12 июня 2011        | Первый    | нет данных    |
| Каникулы строгого режима     | 25 августа 2009      | «20 век Фокс СНГ»    | 553 млн руб.         | 4 ноября 2010       | Первый    | 9.6/ 28.3     |
| Высоцкий. Спасибо, что живой | 1 декабря 2011       | «WDSSPR»             | 868 млн руб.         | 25 января 2013      | Первый    | 8.4/ 23.5     |
| Курьер из «Рая»              | 28 ноября 2013       | «WDSSPR»             | 181 млн руб.         | 25 мая 2014         | 1+1       | нет данных    |
| Викинг                       | 29 декабря 2016      | «Централ партнершип» | 1534 млн руб.        | 11 марта 2018       | Первый    | 4.8/ 13.1     |
| Союз спасения                | 26 декабря 2019      | «20 век Фокс СНГ»    | 729 млн руб.         | 12 июня 2024        | Первый    | нет данных    |
| Любовь Советского Союза      | 7 ноября 2024        | «Централ партнершип» | 652 млн руб.         | 12 июня 2025        | Первый    | 1.4/ 8.4      |
| Август                       | 25 сентября 2025     | «Централ партнершип» |                      |                     |           |               |

## Телевизионные фильмы (1—2 серии)
| Фильм                   | Дата премьеры на «Первом канале» | Рейтинг/ доля |
| ----------------------- | -------------------------------- | ------------- |
| Снежный ангел           | 6 января 2008                    | 8.0/ 21.3     |
| Белая ночь, нежная ночь | 28 и 29 апреля 2008              | 2.6/ 11.2     |
| Трудно быть мачо        | 5 ноября 2009                    | 8.0/ 20.8     |
| Любовь под прикрытием   | 20 февраля 2010                  | 6.0/ 17.7     |
| Подсадной               | 17 июня 2011                     | 3.5/ 13.5     |
| Пурга                   | 7 января 2018                    | 2.6/ 11.2     |

## Телесериалы
| Название                         | Дата выпуска                                                                 | Телеканалы           | Жанр                 |
| -------------------------------- | ---------------------------------------------------------------------------- | -------------------- | -------------------- |
| «На пути к сердцу»               | 24 сентября—9 октября 2007                                                   | Первый канал         | мелодрама            |
| «Диверсант 2: Конец войны»       | 14—29 ноября 2007                                                            | Первый канал         | военная драма        |
| «Громовы. Дом надежды»           | 28 января—14 февраля 2008                                                    | Первый канал         | мелодрама            |
| «Две судьбы. Новая жизнь»        | 1—18 сентября 2008                                                           | Первый канал         | мелодрама            |
| «Исчезнувшие»                    | 9 мая 2009                                                                   | Первый канал         | военная драма        |
| «Десантура»                      | 31 августа—10 сентября 2009                                                  | Первый канал         | боевик               |
| «Адмиралъ»                       | 19 октября—3 ноября 2009                                                     | Первый канал         | историческая драма   |
| «Дом на Озёрной»                 | 21—29 декабря 2009                                                           | Первый канал         | мелодрама            |
| «Лето волков»                    | 16—18 мая 2011 ( Интер); 16—24 апреля 2012 ( Первый канал)                   | Интер Первый канал   | военная драма        |
| «Каникулы строгого режима»       | 9 октября 2011                                                               | Первый канал         | криминальная комедия |
| «Подземный переход»              | 21—24 мая 2012 ( Интер); 10—14 сентября 2012 ( Первый канал)                 | Интер Первый канал   | мелодрама            |
| «Опережая выстрел»               | 17—27 сентября 2012                                                          | Первый канал         | экшн-мелодрама       |
| «Третья мировая»                 | 5 октября 2013 ( Украина); 11—12 декабря 2013 ( Первый канал)                | Украина Первый канал | драма                |
| «Высоцкий. Четыре часа жизни»    | 30—31 октября 2013                                                           | Первый канал         | драма                |
| «Уходящая натура»                | 8—11 декабря 2014                                                            | Первый канал         | мелодрама            |
| «Безопасность»                   | 28—31 августа 2017                                                           | Первый канал         | детектив             |
| «Союз Спасения. Время гнева»     | 28 сентября—28 октября 2022 ( Kion); 26 февраля—7 марта 2024 ( Первый канал) | Kion Первый канал    | историческая драма   |
| «История любви Советского Союза» | 17—27 марта 2025 ( Okko); 31 марта—10 апреля 2025 ( Первый канал)            | Okko Первый канал    | историческая драма   |

## Борьба с пиратством
Анатолий Максимов:

Сайты, предлагающие торренты, работают и наращивают свою аудиторию за счет украденного. Любой провайдер может проследить, какие фильмы вы скачали. Вы должны за скачанное заплатить. Не заплатите — отключат Интернет.

13 августа 2013 года, спустя 13 дней после вступления в силу антипиратского закона, «Дирекция кино» подала в Мосгорсуд два заявления об ограничении доступа к фильмам «Высоцкий. Спасибо, что живой», «Адмиралъ» и сериалам «Диверсант 2: Конец войны» и «Десантура», в результате чего были заблокированы два сайта, нелегально распространявшие выше указанные проекты.

## Награды
- В 2008 году фильм «Ирония судьбы. Продолжение» получил 3 кинонаграды «MTV Россия» в номинациях «Лучший фильм», «Лучшая мужская роль» (Сергей Безруков) и «Лучшая комедийная роль» (Константин Хабенский)[31].
- В 2009 году сериал «Диверсант 2: Конец войны» получил премию «Золотой орёл» в номинации «Лучший телефильм или мини-сериал (до 10 серий включительно)».
- В 2009 году фильм «Адмиралъ» получил 4 премии «Золотой орёл» в номинациях «Лучшая мужская роль в кино» (Константин Хабенский), «Лучшая операторская работа» (Алексей Родионов, Игорь Гринякин), «Лучшая работа художника по костюмам» (Мария Мордкович, Екатерина Гмыря, Наталья Стыцюк, Людмила Плетникова), «Лучшая работа звукорежиссёра» (Александр Копейкин, Владимир Литровник)[32] и 4 кинонаграды «MTV Россия» в номинациях «Лучший фильм», «Лучшая мужская роль» (Константин Хабенский), «Лучшая женская роль» (Елизавета Боярская) и «Самая зрелищная сцена»[33].
- В 2012 году фильм «Высоцкий. Спасибо, что живой» получил 2 премии «Ника» в номинациях «Лучшая работа звукорежиссёра» (Владимир Литровник) и «Открытие года» (Дмитрий Астрахан)[34] и премию «Жорж» в номинации «Российская драма года»[35].
- В 2013 году фильм «Высоцкий. Спасибо, что живой» получил премию «Золотой орёл» в номинации «Лучшая мужская роль второго плана» (Андрей Смоляков).
- В 2018 году фильм «Викинг» получил 3 премии «Золотой орёл» в номинациях «Лучшая операторская работа» (Игорь Гринякин), «Лучшая работа художника по костюмам» (Екатерина Шапкайц) и «Лучшая работа звукорежиссёра» (Владимир Литровник, Павел Дореули)[36].
- В 2021 году фильм «Союз спасения» получил 7 премий «Золотой орёл» в номинациях «Лучшая мужская роль второго плана» (Александр Домогаров), «Лучшая операторская работа» (Игорь Гринякин), «Лучшая работа художника-постановщика» (Сергей Агин), «Лучшая работа художника по костюмам» (Екатерина Шапкайц), «Лучшая работа звукорежиссёра» (Павел Дореули), «Лучшая работа художника по гриму и пластическим спецэффектам» (Татьяна Вавилова) и «Лучшие визуальный эффекты» (Film Direction FX)[37].

### Комментарии
1. ↑  Без учёта кабельных и региональных каналов.
2. ↑  Расширенная версия фильма «Любовь Советского Союза», на «Первом канале» в итоге была показана под первоначальным названием.